# Košarkaški klub Konstantin Niš
Il Košarkaški klub Konstantin Niš è una società cestistica avente sede nella città di Niš, in Serbia. Fondata nel 2009 come Sinđelić dopo aver acquistato i diritti dall'Ergonom Niš, l'anno seguente assunse la denominazione attuale. Disputa il campionato serbo.
Gioca le partite interne nel Čair Sports Center, che ha una capacità di 5.000 spettatori.